# Bayugan

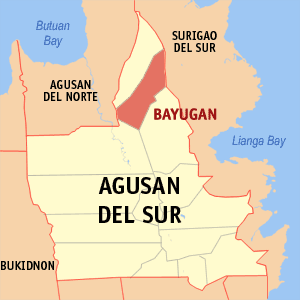
Bayugans läge i provinsen Agusan del Sur.

Bayugan (officiellt City of Bayugan) är en stad på ön Mindanao i Filippinerna. Den är ligger i provinsen Agusan del Sur i regionen Caraga och hade 95 032 invånare vid folkräkningen 2007. Staden är indelad i 43 smådistrikt, barangayer, varav endast 3 är klassificerade som urbana.